# 古代エジプト医学

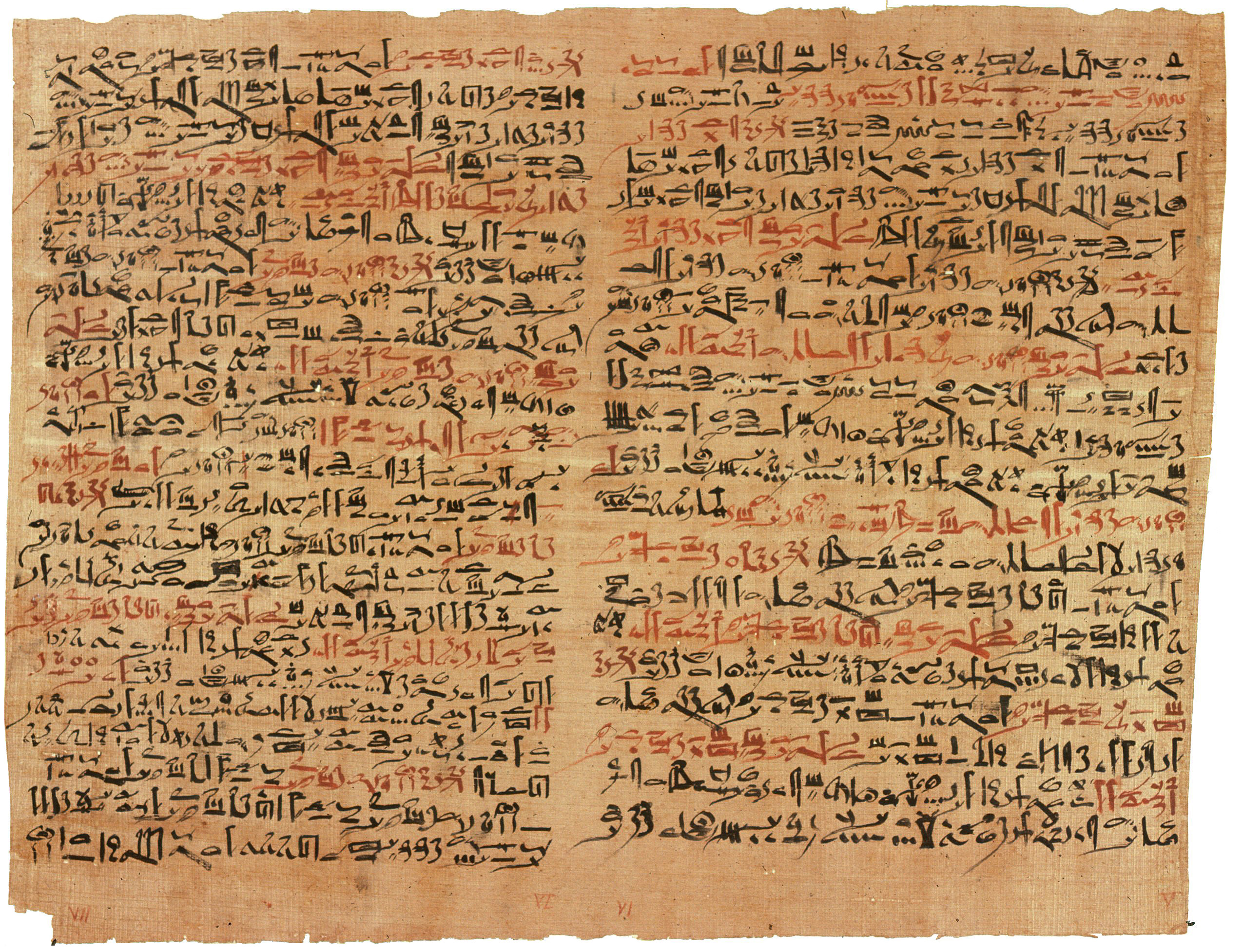
負傷者の診断・手当についてなど、古代エジプト医学について書かれたエドウィン・スミス・パピルス（推定紀元前2,600年ごろ）

この項目では、古代エジプトの医学、すなわち紀元前33世紀ごろからアケメネス朝の侵略（紀元前523年）に至るまでの古代エジプトで広く行われていた医学について解説する。エジプト医学は時代を考慮すればきわめて高度に発展しており、単純な非侵襲性の外科手術・接骨・広範な薬局方などが含まれていた。古代エジプトの治療法は現代文化の中では「占い、まじない」や怪しげな成分などでイメージされることも多いが、生物医学上のエジプト研究によって、多くの治療法が効果的であり、また既知の処方のうち67%が1973年のイギリス薬局方に適合していたことが示された。古代エジプトの医学書には、診察・診断・予後・処置のそれぞれについて理性的で適切な記述もしばしば書かれている。

## 情報源

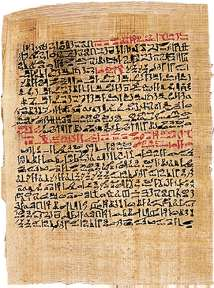
エーベルス・パピルスによる癌の処置法。

19世紀まで、古代エジプト医学に関する情報源は新しい年代の書物であった。ホメロスは、紀元前800年ごろに『オデュッセイア』の中で「エジプトの人々は、あらゆる人間の中で最も医学にすぐれている」、「エジプト人たちは、他のどんな技術よりも医学にすぐれている」と記している。ギリシャ人の歴史家ヘロドトスは紀元前440年ごろにエジプトを訪れ、エジプト人の医学技術への広範な観察を書き記しており、大プリニウスもまた歴史的観点から好意的に記している。ヒポクラテス・ヘロフィロス・エラシストラトス・後にはガレノスもアメンホテプの神殿で学んでおり、古代エジプト医学からギリシャ医学への貢献を認めている。
1822年、ロゼッタ・ストーンの解読によって、古代エジプトの碑文やパピルス上のヒエログリフの解読が可能になった。これらの中には医学に関する事柄が多数含まれていた。この結果19世紀に生じたエジプト学への関心が、エドウィン・スミス・パピルスやハースト・パピルスなど、紀元前3000年にまでさかのぼる古代医学文献のさらなる発見につながった。
このうちエドウィン・スミス・パピルスは解剖学上の知見や、数多くの病気についての「実験・診断・処置・予後」に関する外科の教本である。紀元前1600年頃に書かれたとみられているが、数点の先行するテキストの写本であると考えられており、医学情報自体の年代は紀元前3000年までさかのぼる。エジプト第3王朝のイムホテプは、これらのパピルス文書の著者、および古代エジプト医学の創始者であると考えられている。歴史上初の外科手術は、紀元前2750年にエジプトで行われた。
エーベルス・パピルス（1550年頃）には、877の処方の他に、まじないや非衛生的な処置法も多く含まれている。いまだ理解が進んでいない古代の医学用語の解釈が正しければ、エーベルス・パピルスの記述の中には、腫瘍に関する史上初めての記述が含まれている可能性がある。その他の情報源としては、エジプトの墳墓の壁画や、それに付随する碑文などがある。現代の医学技術の進歩も、古代エジプト医学の理解に役立った。古病理学（en:Paleopathology）者たちは、X線撮影や後にはCTスキャンによってミイラの骨格や臓器を調べることができた。電子顕微鏡や質量分析法などの様々な法医学の技術により、4000年前のエジプトにおける健康状況の観察が可能になった。

## 実践

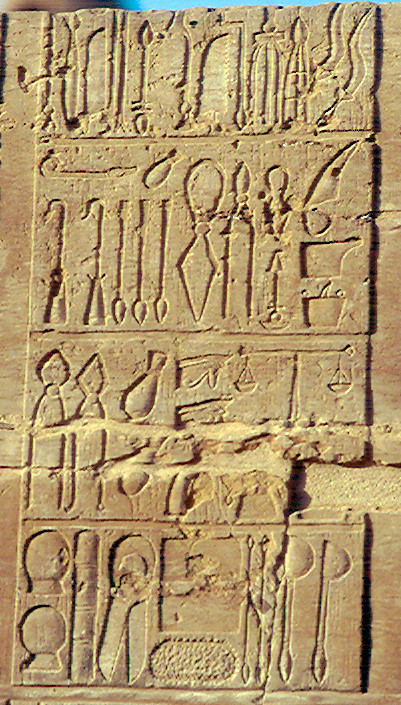
プトレマイオス時代、コム・オンボ神殿碑文に描かれた古代エジプト医療器具

古代エジプトの医療知識の評判は高く、他の王国の支配者はファラオに、最高の医者の派遣と寵愛する者の処置を要請することもあった。エジプト人は人体の解剖は全く行わなかったにもかかわらず、解剖学についての知識を持っていた。例えば古代のミイラ製作のプロセスの中で、ミイラ技師は鼻孔から長い鉤状の器具を挿入し、頭蓋の薄い骨を破って脳を摘出する方法を知っていた。また体腔におさまった臓器の位置に関する大まかな知見もあったようで、左鼠蹊部の小さな切り込みから内臓を摘出している。しかしこれらの知識が、治療に当たる医者に渡っていたのかどうかは不明で、また医者たちの医学理論にはあまり大きな影響はなかったようである。
エジプトの医者は脈拍の存在、および脈拍と心臓の関係に気づいていた。エドウィン・スミス・パピルスの著者は、心臓の機能についてさえ大まかに知っていた。ただし循環系については把握しておらず、また血管・腱・神経の区別はできなかった（もしくは重要と考えていなかった）。医者達は空気・水・血を運ぶ「水路」について、ナイル川にたとえた理論を作り上げた。すなわち川がつまると作物は活力を失う、という原理を人体に適用したのである。具合の悪い人間に対して、エジプトの医者は「水路」のつまりを解消するため瀉下薬を用いた。
エドウィン・スミス・パピルスに書かれた外科処置法をはじめとする、多くの医学的処置が効果的であった。その中でも、健康を保つための医者のアドバイスとして、「身体を洗い、脇の下などを剃毛する」というものがあったが、これは感染症の予防になったと思われる。また他にも食生活を見直し、非衛生的だと思われる生の魚や獣の肉を避けるように患者に勧めていた。
効果がない、あるいは有害な療法も多くあった。マイケル・D・パーキンスによれば、ハースト・パピルス中の260の処方のうち72%について、一般に認められた薬効成分が含まれていないという。また、処方の多くに動物の糞が含まれていた。糞に含まれる発酵・腐食物には薬効成分を持つものもあったが、バクテリアによる致命的な感染症の危険もあった。もともとの感染症と糞による処置の悪影響との区別がつかないまま、患者の状態が改善した少数のケースの印象を強く受けてしまったことが考えられる。
エーベルス・パピルスには助産師や分娩を早める方法など分娩に関する記述がある。またウェストカー・パピルスには、出産予定日の計算方法、分娩用の椅子の構造などが記述されている。ルクソール神殿や他の神殿には王族のための分娩室があった。

## 魔術・宗教
魔術や宗教は、古代エジプトにおいて日常生活と切り離せない要素であった。神々や悪霊がさまざまな症状の原因とされたため、神への訴えから処置を開始するなど、治療には神がかり的な要素が含まれた。現在では、神官と医者はまったく別の職業として区別されるが、当時はそのような明確な区別はなかった。癒し手たちの多くはセクメトやセルケトの神官であり、まじないや魔術を処置法の一部として用いた。
魔術や宗教の信仰が流布していたことが、強いプラセボ効果をもたらした可能性もある。言い換えれば、治療が成功したように見えたのも、治療行為自体の有効性のためではないとも考えられる。魔術への傾倒がもたらした影響は、治療薬やその材料の選定に現れており、材料の元となる植物・動物が患者の症状に、なんらかの意味で対応していることが理由であると思われるような材料の選定がしばし行われた。これはsimila similibus（類似に類似を）の原則として知られ、現代のホメオパシー処置に至るまで、医学誌を通して見受けられる概念である。これに従って、ダチョウの卵は骨折の処置に使われ、ハリネズミを描いた護符は脱毛症に対して使われることもあった。
護符は一般的にかなりの人気をもっており、さまざまな魔術的目的を持って身につけられていた。健康に関するお守りはホメオパシーの護符、魔除けの護符、神の護符に分けられる。ホメオパシーのお守りは、動物や動物の一部が描かれており、着用者はそこから力や速さといった加護を得ようとした。魔除けの護符は害をもたらす神や悪霊から着用者を守るものであった。有名なホルスの目（ウジャト）も、しばしば魔除けの護符に用いられた。神の護符は、エジプトの神を描いたものである。イシスの帯を描いた護符もあり、これは流産の出血を止めるのが目的であった。

## 医者・その他の癒し手

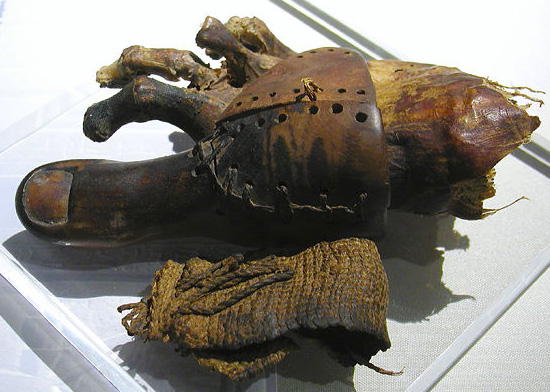
木と革でできた補綴用の靴先。切断手術を受けた患者の歩行補助に使われた

医者を示す古代エジプト語は「swnw」である。この称号には長い歴史がある。記録上最古の医者である古代エジプトのヘシレは、紀元前27世紀の支配者ジョセル王の「歯科医および内科医主任」であった。ペセシェト（紀元前24世紀）は、記録上おそらく最古の女医である。アケトテップの母親とみられており、アケトテップの墳墓にあるペセシェトに捧げられた石碑にはペセシェトを指して「imy-r swnwt」と綴られている。これは「女医たちの女性監督官」と解釈されている（「swnwt」は「swnw」の女性形）。
医学の分野の地位や専門分野には様々なものがあった。特権階級は専属の「swnw」や、専属の専門医さえも雇った。医者たちの監督官・職長・主任なども存在した。現在知られている古代エジプトの専門医には、眼科医・消化器科医・肛門医・歯科医・「精肉店指導医」・「液体科医（詳細は不明）」がある。古代エジプト語で肛門科医を指す「neru phuyt」は、直訳すると「肛門の庇護者」になる。
「生命の家」（ペル・アンク）と呼ばれる施設がエジプト第1王朝の時代から作られていたことが知られている。PeftauawyneitやWedjahorresnetといった紀元前1千年紀中頃に生きていた医者の名が合わせて刻まれていることもあり、医療機能があったとされる。エジプト第19王朝の時代には、被雇用者は医療保険・年金・病気休暇などの福祉を受けていた。